# Коваль, Александр Павлович
Алекса́ндр Па́влович Ко́валь (род. 27 июня 1957, Москва) — политический и государственный деятель, глава Росстрахнадзора, бывший депутат Государственной Думы РФ (избирался в 1999, 2003 и 2007 годах). С 1996 по 1999 — заместитель и первый заместитель губернатора Эвенкийского автономного округа. В 2002—2009 годах занимал должность президента Всероссийского союза страховщиков, в 2009—2011 руководил Федеральной службой страхового надзора. Является одним из наиболее часто упоминаемых в СМИ людей, связанных со страхованием.

## Биография
Окончив школу, с 1974 года работал на Московском радиотехническом заводе регулировщиком радиоаппаратуры. В 1975—1977 годах служил в армии в Группе советских войск в Германии. С 1979 по 1987 год работал в Олимпийском спортивном центре профсоюзов «Крылатское» радиомехаником, заведующим сектором, был секретарем комсомольской и партийной организаций. В 1984 году окончил вечернее отделение Московского института управления им. Серго Орджоникидзе по специальности «инженер-экономист по организации управления». С 1989 по 1991 год — инструктор, а затем заместитель заведующего орготделом Кунцевского райкома КПСС.
О деятельности Коваля в первой половине 1990-х годов известно мало, предположительно он работал в коммерческих структурах. В апреле 1996 года назначен заместителем губернатора, затем — первым заместителем губернатора Эвенкийского автономного округа. С декабря 1999 года был депутатом Государственной Думы РФ третьего (1999—2003), четвертого (2003—2007) и пятого (2007—2009) созывов. Являлся членом фракции «Единая Россия», председателем подкомитета по законодательству о страховании Комитета Государственной Думы по кредитным организациям и финансовым рынкам. В феврале 2002 года был избран президентом Всероссийского союза страховщиков. В 2002—2003 годах — один из активных разработчиков и лоббистов закона «Об обязательном страховании гражданской ответственности владельцев транспортных средств» (ОСАГО).
В апреле 2009 года назначен руководителем Федеральной Службы Страхового Надзора (Росстрахнадзора), в связи с чем снял с себя депутатский мандат.
В соответствии с указом президента РФ Дмитрия Медведева от 4 марта 2011 года, Росстрахнадзор был присоединен к Федеральной службе по финансовым рынкам (ФСФР) и Коваль возглавлял ликвидационную комиссию Росстрахнадзора. В январе 2012 возглавил экспертный совет по страхованию при комитете Госдумы по финансовому рынку. В апреле 2012 года стал президентом первой саморегулируемой организации на страховом рынке — «Страховой Союз „ССР“»
, позже переименованной в «Федеральный саморегулируемый союз страховых организаций» (ФСССО).
В 2006 году награждён Медалью ордена «За заслуги перед Отечеством» II степени. Женат, имеет взрослого сына.